# 鳥鳴海神
鳥鳴海神（トリナルミ）は、日本神話に登場する神。

## 概要
『古事記』にのみ登場する国津神で、十七世神（とおまりななよのかみ）の一柱。名前のみの記述である。
名義は「鳥が霊を運ぶ、鳴り響く海」と考えられている。

## 系譜

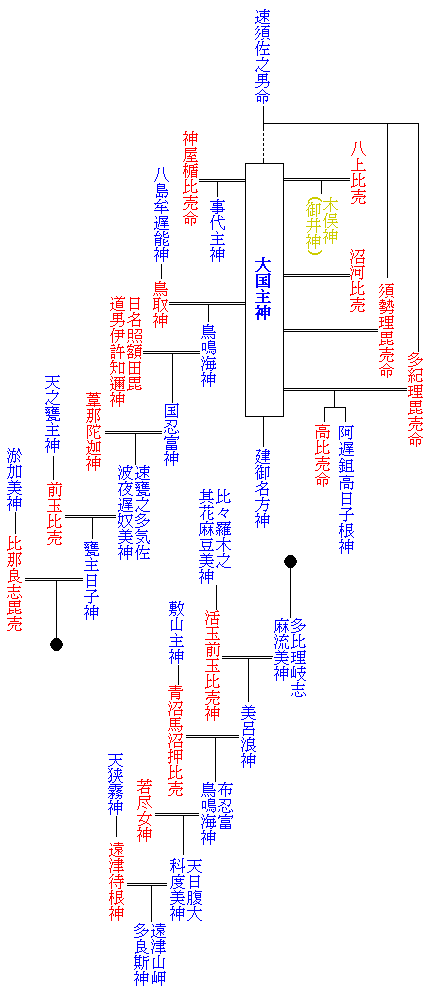
大国主の系図（『古事記』による）。青は男神、赤は女神、黄は性別不詳

大国主神が八島牟遅能神の娘鳥取神を娶って生んだ神で、日名照額田毘道男伊許知邇神を娶り国忍富神を生んだ。

## 祀る神社
- 成海神社（愛知県犬山市羽黒八幡東） - 主祭神
- 植木神社（三重県伊賀市平田） - 配祀
- 多比鹿神社（三重県三重郡菰野町田光） - 合祀